# 紀太藤一
紀太 藤一（きた とういち、1879年9月9日 - 1936年10月7日）は、教育者、英語学研究者、翻訳家、英語文法書著者。父は紀太武一郎、母は、しかの（旧姓、石川）。妻はつる（旧姓、矢内）

## 略歴
- 1898年（明治31年）3月東京私立明治義會中学校卒業。
- 1898年（明治31年）4月-1900年（明治33年）3月 東京私立青山学院高等科にて修学。
- 1900年（明治33年）4月-1901年（明治34年）3月 東京私立正則英語学校英文科にて英語の研究を行う。
- 1901年（明治34年）6月 茨城県立土浦中学校（現在の土浦第一高等学校）教諭心得拝命。
- 1902年（明治35年）3月 文部省中等教員英語科検定試験合格
- 1905年（明治38年）同校舎監心得拝命（舎監＝寄宿舎を管理・監督するもの）。
- 1906年（明治39年）9月 茨城県立土浦中学校を依願退職。（引用文献：上記経歴については茨城県立土浦中学校創立百周年記念誌「進修百年」H9.11.1、茨城県立土浦第一高等学校創立百周年記念誌編さん委員会編集、同記念事業実行委員会発行。在職記念一覧p225を参照した。）
- 1906年（明治39年）第20回 ：師範学校・中学校・高等女学校教員検定予備試験合格者（『官報』第 7013 号，明治39年11月13日，272-273頁）

- 1909年（明治42年）第23回：師範学校・中学校・高等女学校教員検定予備試験（文検）合格（『官報』第7886号，明治42年10月6日，152 頁）[1]
- 1910年（明治43年）4月-1911年（明治44年）3月 東京私立正則英語学校にて英語を教授する。
- 1911年（明治44年）4月-1916年（大正5年）3月 日本大学にて英語を教授する。
- 1912年（大正元年） 矢内つると結婚（東京上野精養軒にて）
- 1916年（大正5年）3月-1917年（大正6年）6月 中央大学にて英語を教授する。
- 1917年（大正6年）6月以降、千葉県保田町（現在の鋸南町）に居住して、英語に関する著作に従事する。
- 1927年（昭和2年）4月より亡くなるまで東京私立赤坂中学校（現在の日本大学第三中学校・高等学校）教員。
- 1936年（昭和11年）10月病気により死亡。享年58。

## 業績・著作
- バイオグラフィカルストウリズ詳解
- パーレー万国史 欧羅巴の部 2 紀太藤一訳註
- フィフティ・フェイマス・ストゥリズ 紀太藤一訳註
- 和文英訳詳解
- ワンダブック ゴ−ガンノ頭 [第11冊] ホーソン著 紀太藤一訳註
- Hawthorne,Nathaniel（1804−1864）
- イソツプ物語 紀太藤一訳註 武田芳進堂 1914年
- イーソップ物語詳解 紀太藤一訳 AEsopus 芳進堂 1917年
- 英文解釈法精講 : 構文研究  三宅書店 1928年
- グリムのお伽噺 紀太藤一訳註 武田芳進堂 1914年
- 初等英語独習自在  武田芳進堂 1926年